# Казачье (Днепропетровская область)
Казачье (укр. Козаче; до 2016 года — Ленина, укр. Леніна) — село Гуляйпольского сельского совета Криничанского района Днепропетровской области Украины.
Код КОАТУУ — 1222082006. Население по переписи 2001 года составляло 49 человек.

## Географическое положение
Село Казачье находится в 2,5 км от левого берега реки Базавлук, на расстоянии в 2,5 км от сёл Благодатное, Смоленка и Удачное.